# Кругленькое (Курская область)
Кругленькое — деревня в Суджанском районе Курской области. Входит в состав Малолокнянского сельсовета.

## География
Деревня находится в бассейне реки Малая Локня (приток Локни в бассейне Суджи), в 12,5 км от российско-украинской границы, в 82,5 км к юго-западу от Курска, в 17 км к северу от районного центра — города Суджа, в 3 км от центра сельсовета — Малая Локня.
Климат
Кругленькое, как и весь район, расположено в поясе умеренно континентального климата с тёплым летом и относительно тёплой зимой (Dfb в классификации Кёппена).
Часовой пояс
Деревня Кругленькое, как и вся Курская область, находится в часовой зоне МСК (московское время). Смещение применяемого времени относительно UTC составляет +3:00.

## Население
| 2002 | 2010 |
| ---- | ---- |
| 65   | ↘3   |

## Инфраструктура
Личное подсобное хозяйство. В деревне 53 дома.

## Транспорт
Кругленькое находится в 4 км от автодороги регионального значения 38К-024 (Льгов — Суджа), в 1 км от автодороги межмуниципального значения 38Н-449 (38К-030 — Новоивановка — 38К-024), в 2 км от автодороги 38Н-451 (38Н-449 — Старая Сорочина), в 3 км от автодороги 38Н-754 (38Н-451 — Новая Сорочина), в 2 км от автодороги 38Н-775 (38Н-449 — Никольский), в 3,5 км от ближайшей ж/д станции Локинская (линия Льгов I — Подкосылев).
В 126 км от аэропорта имени В. Г. Шухова (недалеко от Белгорода).